# بني دوالة
بني دوالة إحدى بلديات دائرة بني دوالة التابعة لولاية تيزي وزو.

## النوادي
يضم إقليم بلدية بني دوالة العديد من نوادي كرة القدم ضمن منطقة القبائل، منها:
1. اتحاد بني دوالة

## أعلام
- فريد شعال
- مولود إبود
- ماسينيسا قرماح
- سامي الجزائري

## مواضيع ذات صلة
- بلديات ولاية تيزي وزو
- دوائر ولاية تيزي وزو